# Proxima Centauri

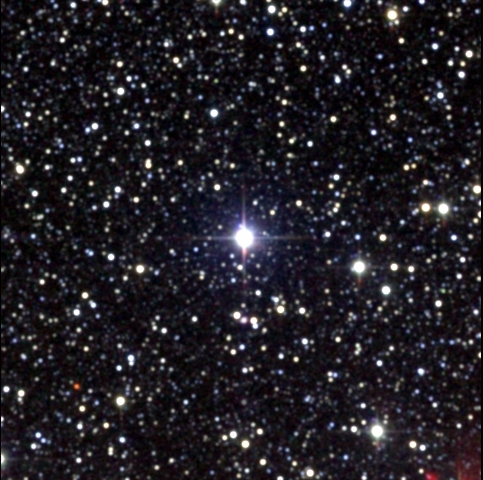
2MASS opname van Proxima Centauri

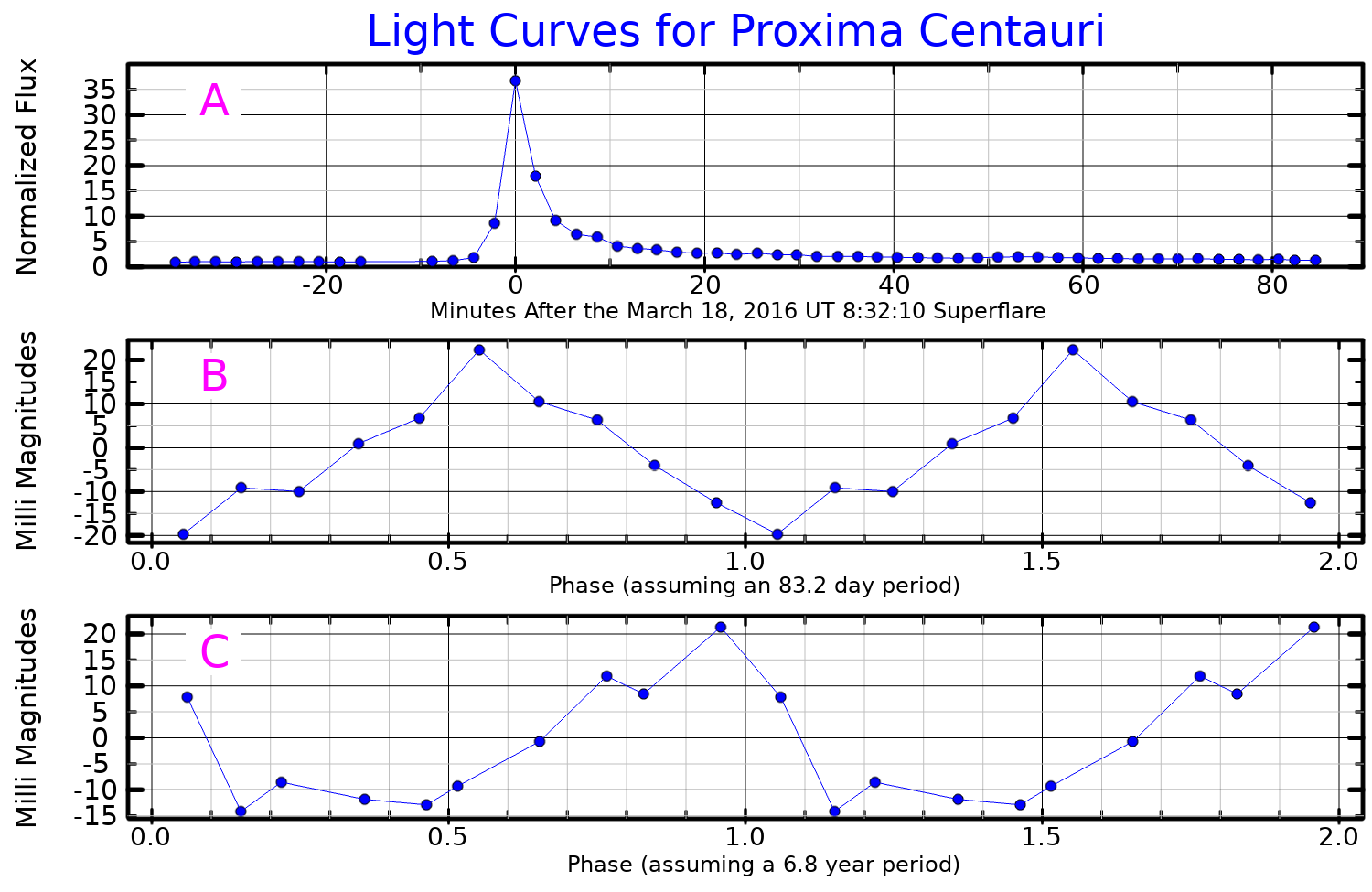
Lichtkromme van Proxima Centauri met een flare (boven) en variabiliteit met een periode van 83,2 dagen (midden) en 6,8 jaar (onder)

Proxima Centauri is de ster die zich, zoals de benaming ook aangeeft, het dichtst bij het zonnestelsel bevindt: op 4,25 lichtjaar. Vertaald uit het Latijn betekent de naam "de dichtstbijzijnde van (het sterrenbeeld) Centaur". 

## Ontdekking
Het is een zwakke rode dwerg met spectraalklasse M5.5Ve (schijnbare magnitude 11,1) die niet met het blote oog te zien is en pas in 1915 ontdekt werd door Robert Innes die vond dat deze ster die dezelfde eigenbeweging had als Alpha Centauri. Joan Voûte merkte in 1917 op dat Proxima Centauri ook een vergelijkbare parallax heeft als Alpha Centauri en ze daarom mogelijk tot eenzelfde stersysteem behoren. Het is, zoals Voûte opperde, waarschijnlijk dat Proxima Centauri een gesloten baan om Alpha Centauri beschrijft. De omlooptijd van Proxima Centauri is in 2017 bepaald op 547.000 jaar. Als mogelijke derde ster van het Alpha Centauri-stelsel, waar Alpha Centauri A en Alpha Centauri B toe behoren, wordt Proxima Centauri daarom ook wel Alpha Centauri C genoemd. De afstand tot het massamiddelpunt van Alpha Centauri A/B is 15.000 ± 700 AE.
Proxima Centauri heeft een onrustig oppervlak met stervlammen, zo bleek uit röntgenwaarnemingen met het Chandra X-Ray Observatory.

## Planeten rond Proxima Centauri
In 1994 werd via de variaties in de eigenbeweging van Proxima Centauri bepaald dat de ster waarschijnlijk een planeet heeft met een massa van 0,8 keer die van Jupiter. Volgens dezelfde bronnen zijn er echter ook andere oorzaken die de bewegingen kunnen verklaren, maar de planeethypothese is de waarschijnlijkste, met ongeveer 25% kans op een andere oorzaak.
Volgens de planeethypothese draait de planeet op een afstand van 0,17 AE rond Proxima Centauri. De leefbare zone rond Proxima Centauri reikt tot 0,06 AE, dus aardachtig leven is niet mogelijk op de planeet. Die zou ongeveer evenveel licht krijgen als wanneer hij bij het zonnestelsel in de planetoïdengordel zou staan en de temperatuur zou tussen die van Mars en Jupiter liggen.
In 2016 werd het bestaan van een veel kleinere planeet (massa slechts 1,3 x die van de aarde), genaamd Proxima Centauri b, bevestigd.
De planeet, ook kortweg Centauri B genoemd, draait binnen de Goldilockszone in 11,2 dagen rond zijn zon.

## Reizen naar Proxima Centauri
Hoewel Proxima Centauri na de zon de dichtstbijzijnde ster is, is de afstand tussen de aarde en Proxima Centauri te groot om reizen naar Proxima Centauri realistisch te kunnen noemen. Met de huidige stand van de technologie zou een reis duizenden jaren duren.

### Onbemand
De eerste ruimtesonde die snel genoeg ging om aan de aantrekkingskracht van de zon te ontkomen was de Pioneer 10 (1972). Als Pioneer 10 in de richting van Proxima Centauri zou vliegen, dan zou de sonde met zijn snelheid van 2,6 AE per jaar er 103 846 jaar over doen om Proxima Centauri te bereiken. De snelste sonde ooit, de Helios II, die gelanceerd werd in 1976, zou er 18 000 jaar over gedaan hebben met zijn topsnelheid van 70,2 km/s, maar deze sonde zal door zijn omloopbaan nooit het zonnestelsel verlaten. Project Longshot – een ontwerp uit 1990 dat nooit gebouwd is – zou Proxima Centauri theoretisch in ongeveer 100 jaar kunnen bereiken, uitgaande van aandrijving met kernfusie. De gemiddelde snelheid zou 12 700 km/s zijn. Breakthrough Starshot een in 2016 begonnen project door Yuri Milner, Stephen Hawking en Mark Zuckerberg wil met door licht aangedreven microsondes Proxima Centauri in 20 jaar bereiken. Dit met een snelheid van ongeveer 60 000 km/s (20 % van de lichtsnelheid).

### Bemand
De hoogst bereikte snelheid door een bemand ruimtevaartuig is 11,08 km/s. Deze snelheid werd bereikt door Apollo 10 bij de terugkeer van een baan rond de maan naar de aarde. Met deze snelheid zou Proxima Centauri in ongeveer 110 000 jaar bereikt kunnen worden.